# Laura Rogora
Laura Rogora (* 28. April 2001 in Rom) ist eine italienische Sportkletterin.

## Leben
Sie begann das Klettern im Alter von vier Jahren. Ihre erste Jugendweltmeisterschaft gewann sie 2018 im Bouldern. In 2019 konnte sie die Jugendweltmeisterschaft im Bouldern, Lead und der Kombination gewinnen.

## Karriere
Rogora gewann bei den Europameisterschaften 2019 eine Silbermedaille in Lead. Bei den Olympischen Qualifikationswettkämpfen in Toulouse konnte sie das Finale erreichen und sich so für die Olympischen Sommerspiele 2020 in Tokio qualifizieren. Dort erreichte sie in der Qualifikation den 15. Platz und verpasste so das Finale der acht Besten.
Im Juli 2020 gelang es ihr als zweite Frau nach Angela Eiter eine Route mit Schwierigkeitsgrad 5.15b/9b zu erklimmen.
Im August 2023 kletterte sie Ajo Crudo (8c) onsight. Sie ist damit die zweite Frau nach Janja Garnbret, die eine Route im Schwierigkeitsgrad 8c onsight geklettert hat.
In der olympischen Qualifikationsserie qualifizierte sie sich für die Olympischen Spiele 2024 in Paris. Dort belegte sie den 18. Platz.
2024 wurde sie sowohl im Lead als auch im Boulder & Lead Europameisterin.

## Erfolge
Rogora ist auch abseits der Wettkämpfe erfolgreich und kann einige Begehungen der schwersten Touren vorweisen, zum Teil als erste Frauenbegehung:

### 9b
- Erebor – Arco, Italien – Oktober 2021 – von Stefano Ghisolfi begangen und inoffiziell als 9b/+ bewertet, durch Adam Ondra abgewertet auf 9b[7][8]
- Ali Hulk Extension Total Sit Start – Rodellar, Spanien – 25. Juli 2020 – zweite Begehung einer 9b einer Frau überhaupt[9]

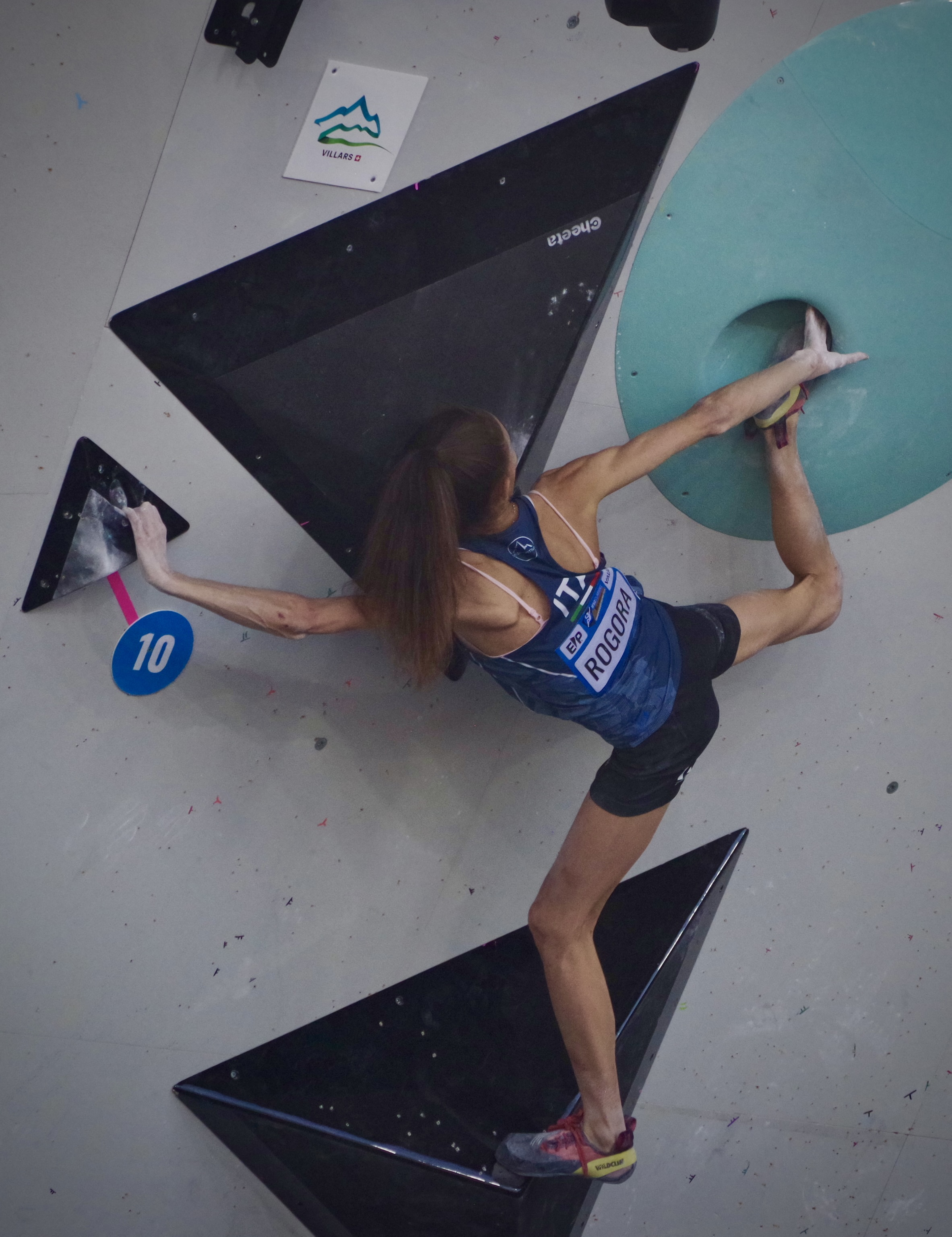
Laura Rogora im Boulder & Lead Final an den Europameisterschaften 2024.

### 9a+
- Lapsus – Andonno, Italien – November 2023 – erste Frauenbegehung[10]
- Terapia d’urto – Arco, Italien – April 2021[11]
- The Bow – Arco, Italien – November 2020[12]
- Pure Dreaming Plus – Massone, Italien – Mai 2020[13]

### 9a
- 80 ghisa – Arco, Italien – Oktober 2022 – Erstbegehung[14]
- La terza età – San Racchino, Italien – Oktober 2021[7]
- Iron Man – Bus de Vela, Italien – 24. September 2021 – Erstbegehung[7]
- Camo – Grotti, Italien – August 2021[7]
- La prophétie des grenouilles – L'Argentier, Frankreich – August 2020[7]
- The Bomb – Cueva di Collepardo, Italien – Juli 2020[7]

### 8c
- Ajo Crudo, Rumenes, onsight Begehung[15]